# 1988 en science
| Années de la science : 1985 - 1986 - 1987 - 1988 - 1989 - 1990 - 1991    |
| Décennies de la science : 1950 - 1960 - 1970 - 1980 - 1990 - 2000 - 2010 |

Cet article présente les faits marquants de l'année 1988 en science.

## Évènements
- 1er-5 juin : troisième conférence internationale sur le SIDA à Washington[1].

- 15 juin : 1er lancement d'Ariane 4[2].
- 23 septembre : mise sur le marché en France de la pilule abortive (RU 486)[3].
- 9-11 novembre : première réunion du Groupe d'experts intergouvernemental sur l'évolution du climat (GIEC) à Genève[4].
- Novembre : découverte de la magnétorésistance géante par Albert Fert[5].
- 21 décembre : retour sur terre de Musa Manarov et de Vladimir G. Titov, après 365 j 22 h 30 min passés dans l’espace à bord de Mir 1[6].

## Publications
- Gerald Edelman :Topobiology : An Introduction to Molecular Embryology (Basic Books, 1988, Reissue edition 1993)  (ISBN 978-0-465-08653-5)
- Stephen Hawking : Une brève histoire du temps (A brief history of time, 1988)

## Prix
- Prix Nobel

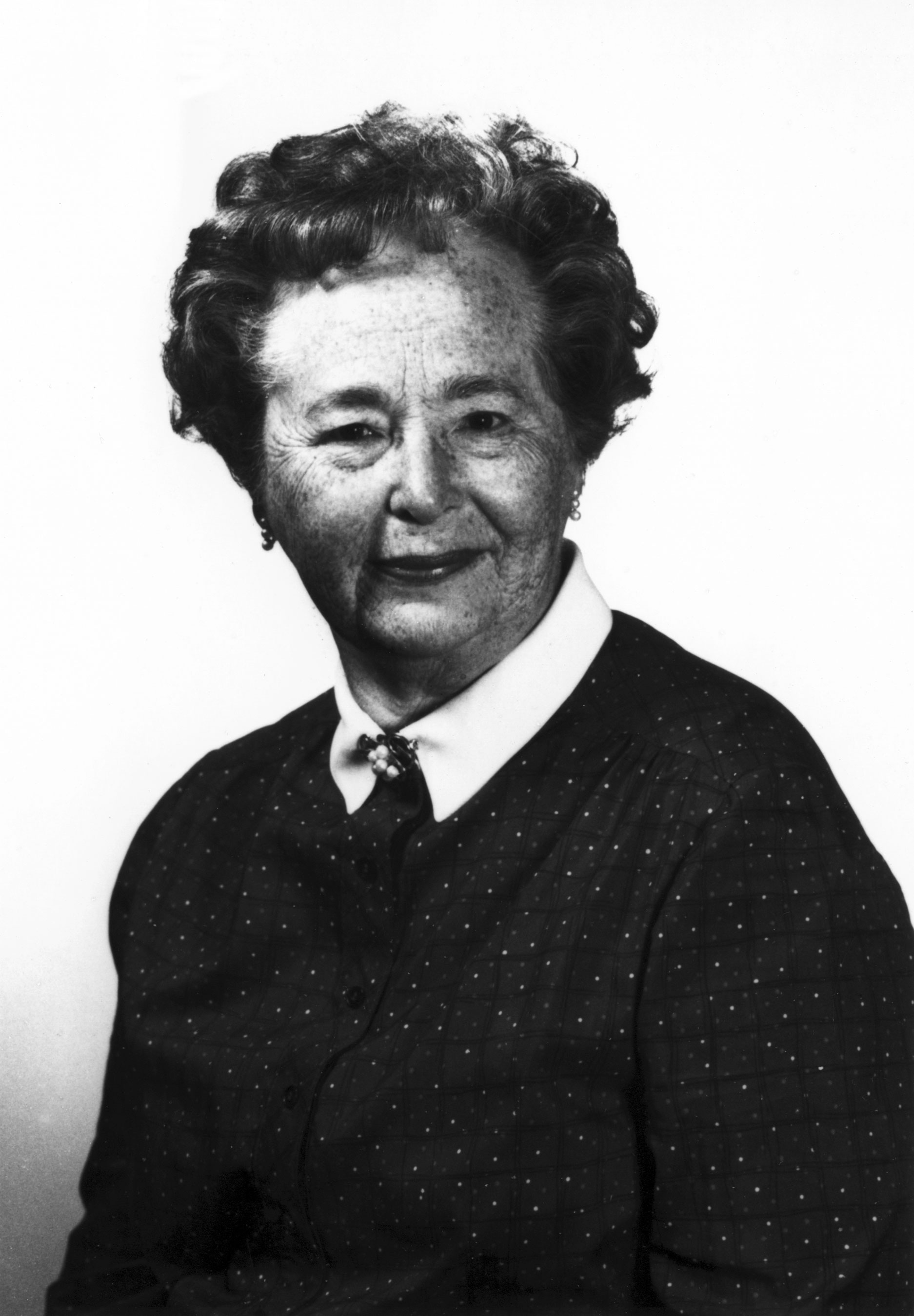
Gertrude Elion

  - Prix Nobel de physiologie ou médecine : Sir James Whyte Black (Britannique), Gertrude Elion (Américaine), George Hitchings (Américain)
  - Prix Nobel de chimie : Johann Deisenhofer, Robert Huber, Hartmut Michel (allemands)
  - Prix Nobel de physique : Leon Lederman, Melvin Schwartz, Jack Steinberger

- Prix Lasker
  - Prix Albert-Lasker pour la recherche médicale fondamentale : Thomas Cech, Phillip Sharp
  - Prix Albert-Lasker pour la recherche médicale clinique : Vincent Dole

- Médailles de la Royal Society
  - Médaille Copley : Michael Francis Atiyah
  - Médaille Darwin : William Donald Hamilton
  - Médaille Davy : John A. Pople
  - Médaille Hughes : Archibald Howie et Michael Whelan
  - Médaille royale : Harold E. Barlow, Winifred Watkins, George Batchelor
  - Médaille Rumford : Felix Weinberg
  - Médaille Sylvester : Terry Wall

- Prix Wolf
- Prix Wolf de physique : Stephen Hawking

- Médailles de la Geological Society of London
  - Médaille Lyell : Richard Gilbert West
  - Médaille Murchison : Ian Graham Gass
  - Médaille Wollaston : Ted Ringwood

- Prix Jules-Janssen (astronomie) : Gérard de Vaucouleurs
- Prix Turing en informatique : Ivan Sutherland
- Médaille Bruce (Astronomie) : John Gatenby Bolton
- Médaille Linnéenne : Jack Harley et Sir Richard Southwood
- Prix Francqui : Pierre van Moerbeke
- Médaille d'or du CNRS : Philippe Nozières

## Décès

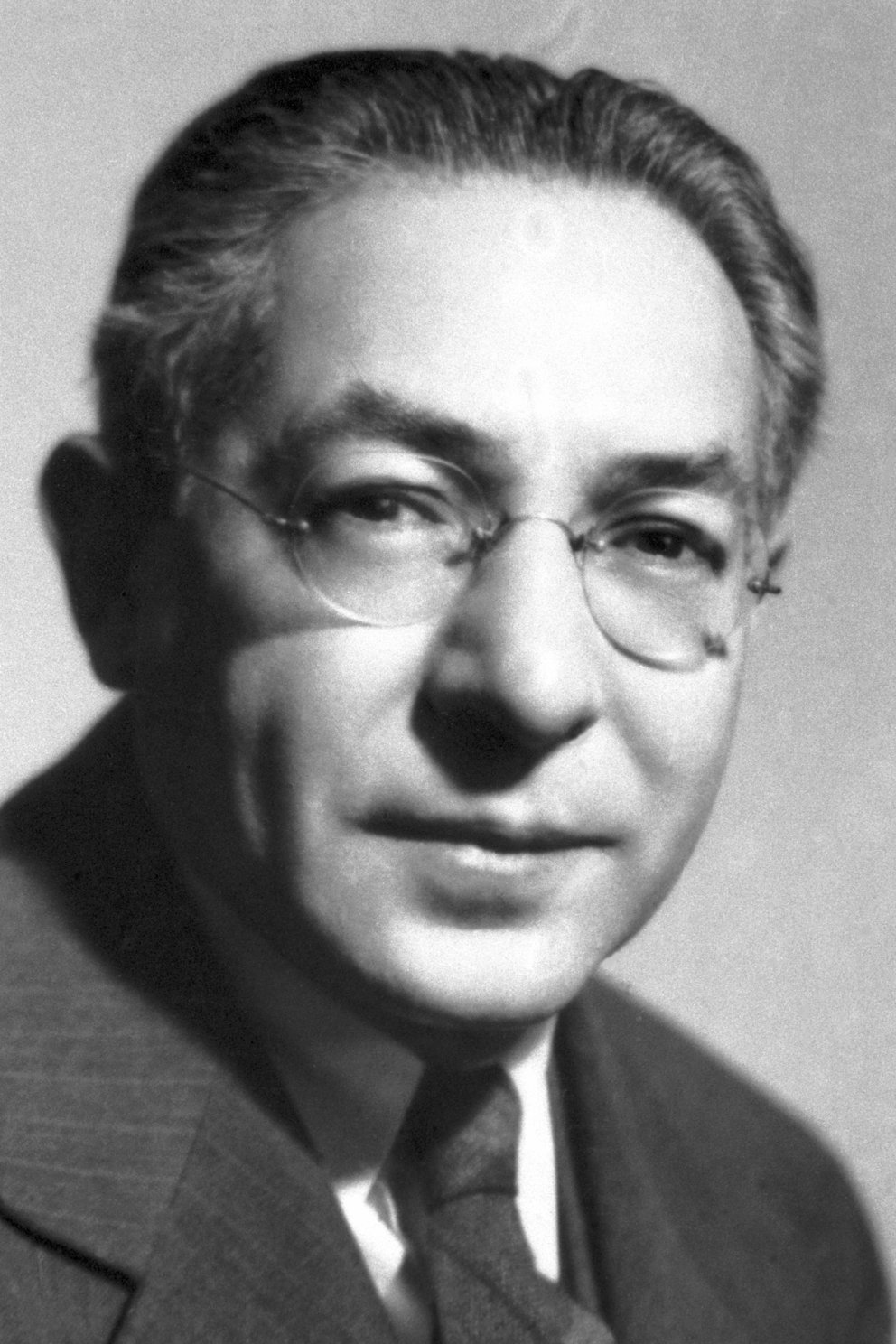
Isidor Isaac Rabi

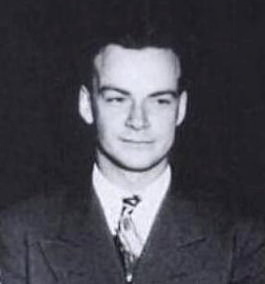
Richard Feynman

- 11 janvier : Isidor Isaac Rabi (né en 1898), physicien américain, prix Nobel de physique en 1944.
- 28 janvier :
  - Frederick Sumner Brackett (né en 1896), physicien américain.
  - Klaus Fuchs (né en 1911), physicien allemand qui participa au Projet Manhattan.
- 29 janvier : Seth Neddermeyer (né en 1907), physicien américain.
- 15 février : Richard Feynman (né en 1918), physicien américain, prix Nobel de physique 1965.
- Février : Cyril V. Jackson (né en 1903), astronome sud-africain.

- 13 mars : Stig Kanger (né en 1924), philosophe et logicien suédois.

- 8 avril : Louis Balsan (né en 1903), archéologue et spéléologue français.
- 26 avril : Guillermo Haro (né en 1913), astronome mexicain.
- 13 mai : Irene Manton (née en 1904), botaniste britannique.
- 15 mai : Georges Posener (né en 1906), égyptologue français.
- 25 mai : Ernst Ruska (né en 1906), physicien allemand, prix Nobel de physique en 1986.
- 19 juin : Fernand Seguin (né en 1922), biochimiste québécois.

- 2 juillet : Allie Vibert Douglas (née en 1894), astrophysicienne canadienne.

- 6 août : Anatoli Levtchenko (né en 1941), cosmonaute soviétique.

- 1er septembre : Luis Walter Alvarez (né en 1911), physicien américain, prix Nobel de physique en 1968.
- 13 septembre : Fu Maoji (né en 1911), linguiste chinois.

- 6 octobre : Paul Ledoux (né en 1914), astronome belge.
- 19 octobre : Edgar Lederer (né en 1908), biochimiste français.
- 31 octobre : George Uhlenbeck (né en 1900), physicien néerlandais naturalisé américain.
- 22 novembre : Raymond Dart (né en 1893), anthropologue australien.
- 29 novembre : Juan Maluquer de Motes (né en 1915), historien et archéologue espagnol.

- 15 décembre : Leonid Andrussow (né en 1896), ingénieur et chimiste allemand.
- 21 décembre : Nikolaas Tinbergen (né en 1907), éthologiste néerlandais, prix Nobel de physiologie ou médecine en 1973.
- 28 décembre : Björn Kurtén (né en 1924), paléontologue et romancier finlandais.
- 30 décembre : 
  - Pierre du Bourguet (né en 1910), jésuite, archéologue, égyptologue et historien de l'art français.
  - Dennis H. Klatt (né en 1938), chercheur américain en science de la parole et de l'audition.